# Laila Traby
Laila Traby (ur. 26 marca 1979) – francuska lekkoatletka specjalizująca się w biegach długich. Do końca 2009 roku reprezentowała Maroko.
W 2013 zdobyła srebrny medal przełajowych mistrzostw Europy w drużynie seniorek. 
Rok później sięgnęła po brąz w biegu na 10 000 metrów podczas mistrzostw Starego Kontynentu w Zurychu.
Złota medalistka mistrzostw Francji oraz reprezentantka kraju na drużynowych mistrzostwach Europy. Stawała na podium mistrzostw Maroka.

## Osiągnięcia
| Rok  | Impreza                                   | Miejsce   | Konkurencja           | Pozycja     | Wynik    |
| ---- | ----------------------------------------- | --------- | --------------------- | ----------- | -------- |
| 2013 | Mistrzostwa Europy w biegach przełajowych | Belgrad   | bieg seniorek         | 22. miejsce | 27:46    |
| 2013 | Mistrzostwa Europy w biegach przełajowych | Belgrad   | drużyna seniorek      | 2. miejsce  |          |
| 2014 | Puchar Europy w biegu na 10 000 metrów    | Skopje    | bieg na 10 000 metrów | 6. miejsce  | 32:29,75 |
| 2014 | Superliga drużynowych mistrzostw Europy   | Brunszwik | bieg na 5000 metrów   | 7. miejsce  | 15:48,23 |
| 2014 | Mistrzostwa Europy                        | Zurych    | bieg na 10 000 metrów | 3. miejsce  | 32:26,03 |

## Rekordy życiowe
- Bieg na 3000 metrów – 9:22,66 (2012)
- Bieg na 5000 metrów – 15:48,23 (2014)
- Bieg na 10 000 metrów – 32:26,03 (2014)
- Bieg na 10 kilometrów – 31:56 (2014)